# Unspeakable Things
Unspeakable Things: Sex, Lies y Revolution, es un libro de la periodista, autora y activista política británica Laurie Penny, publicado en 2014.

## Sinopsis
El libro es una crítica del neoliberalismo y el capitalismo y un análisis de la política de género y la austeridad económica. Penny también escribe sobre sus propias luchas con un trastorno alimentario, su carrera en el periodismo, sus experiencias en el activismo y la clandestinidad británica. Además, analiza la misoginia y la organización política en Internet, las protestas, la pobreza, la hostilidad feminista hacia las trabajadoras sexuales, la libertad sexual y el fracaso del movimiento Occupy Wall Street.

## Recepción
En The Guardian, la periodista Gaby Hinsliff elogió el estilo de escritura y señaló que "a pesar de todas sus contradicciones y generalizaciones irritantemente radicales, cuando tiene razón, tiene mucha razón" y "uno se encuentra asintiendo demasiadas veces como para ignorarlo: cuando explora la obsesión de los medios con 'chicas blancas jodidas, hermosas muñecas rotas, incapaces de lidiar con la libertad y las oportunidades que han heredado'.
En The Independent, el libro recibió una reseña fuertemente crítica por parte de Daisy Wyatt, por ser "provocador" y "dramático" y condenó a Penny por incluir demasiada información personal, como escribir sobre haber sido sorprendida masturbándose, haber perdido su virginidad y una sección en el libro en la que Penny señala que "se ha acostado con numerosos activistas masculinos nerds y algunas mujeres, a veces con ambos al mismo tiempo". Según Wyatt, «las transiciones entre pasajes de su vida personal y polémicas sobre la sumisión sexual suelen ser muy abruptas... Tras un pasaje visceral sobre que la fertilidad femenina sigue considerándose un pecado contra las fuerzas del mercado, pasamos directamente a una entrada de diario en primera persona sobre el coqueteo con un católico provida en una protesta en Dublín». Wyatt también escribe que, a pesar de los numerosos encuentros de Penny con el sexo masculino, los hombres son continuamente menospreciados, criticados y culpados a lo largo del libro, y Penny escribe que los hombres están «socialmente condicionados a comportarse como imbéciles».
El libro recibió atención de los medios de comunicación en Australia, Irlanda, Estados Unidos y otros lugares.  Además, fue preseleccionado para The Green Carnation Prize 2014.